# Красиково (Волоколамський район)
Красиково  (рос. Красиково) - присілок у Волоколамському районі Московської області Російської Федерації.
Орган місцевого самоврядування - сільське поселення Спаське. Населення становить 1 особу (2013).

## Історія
З 14 січня 1929 року входить до складу новоутвореної Московської області. Раніше належало до Волоколамського повіту Московської губернії.
Сучасне адміністративне підпорядкування сільському поселенню з 2006 року.

## Населення
| 1852 | 1859 | 1899 | 1926 | 2002 | 2006 | 2010 |
| ---- | ---- | ---- | ---- | ---- | ---- | ---- |
| 291  | ↘276 | ↗318 | ↘242 | ↘7   | ↘1   | →1   |